# Знаменитость (фильм, 2025)
«Знаменитость» (англ. Famous) — будущий американский триллер режиссёра Джоди Хилла по сценарию Чада Ходжа. В основе сюжета роман Блейка Крауча 2010 года. Главные роли в фильме исполнили Зак Эфрон и Фиби Дайневор.

## Сюжет
У Лэнса Данквиста есть одно достоинство, которое изменит его жизнь — у него лицо кинозвезды. И не просто кинозвезды — Лэнс точь-в-точь копия голливудской иконы Джеймса Дженсена. Лэнс собирается отправиться в Лос-Анджелес для того, чтобы осуществить свою мечту. Лэнс собирается стать знаменитым, чего бы ему это ни стоило…

## В ролях
- Зак Эфрон — Лэнс Данквист / Джеймс Янсен
- Фиби Дайневор
- Николас Браун
- Стефани Кениг
- Дебби Райан
- Мекки Липер
- Кори Майкл Смит
- Дэниел Зоватто
- Билл Пуллман

## Производство
О начале работы над фильмом стало известно в феврале 2024 года, сценарий написан Чадом Ходжем по роману Блейка Крауча. Сэм Эсмейл и Чад Хэмилтон стали продюсерами фильма от компании Esmail Corp.
Зак Эфрон сыграет две роли: голливудского актёра Джеймса Дженсена и его ревностного поклонника Лэнса Данквиста. В сентябре 2024 года к актёрскому составу фильма присоединилась Фиби Дайневор. В ноябре 2024 года к актёрскому составу присоединились Николас Браун, Стефани Кениг, Дебби Райан, Мекки Липер и Кори Майкл Смит, а в декабре — Дэниел Зоватто и Билл Пуллман.
В июле 2024 года компания A24 купила права на прокат фильма в США.
Основные съёмки начались 30 октября 2024 года в Атланте, и, как ожидается, продлятся до 17 декабря.